# Jíloviště
Jíloviště – wieś i gmina w Czechach, w powiecie Praga-Zachód, w kraju środkowoczeskim. Według danych z dnia 1 stycznia 2013 liczyła 663 mieszkańców.